# Southampton 0–9 Leicester City (2019)
Southampton 0 x 9 Leicester City foi uma partida ocorrida no dia 25 de outubro de 2019, válida pela 10ª rodada da Premier League de 2019–20. O resultado ganhou destaque por ter igualado a maior goleada na história da competição (Manchester United 9–0 Ipswich Town, em março de 1995, e a vitória de 9–0 do United contra o Southampton, em fevereiro de 2021), além de ter sido a maior goleada de um time visitante, ultrapassando os 8 x 1 do próprio Manchester United sobre o Nottingham Forest, em fevereiro de 1999.
O destaque foi o hat-trick do atacante Jamie Vardy e do meia espanhol Ayoze Pérez.

## O jogo

### Primeiro tempo
Aos 10 minutos, o lateral-esquerdo Ben Chilwell abriu o placar para o Leicester City ao aproveitar um rebote do goleiro Angus Gunn. Foi o segundo gol na carreira do jogador, que não balançava as redes desde 2017. Dois minutos depois, o Southampton perdeu Ryan Bertrand, expulso após entrada violenta em Ayoze Pérez após intervenção do VAR.
Cinco minutos após a expulsão, os Foxes aumentaram a vantagem com Youri Tielemans, após receber passe de Harvey Barnes. Ayoze Pérez balançou as redes no jogo pela primeira vez aos 19 minutos, depois de tabelar com Tielemans. O quarto gol só viria aos 39 minutos, quando o espanhol aproveitou cruzamento perfeito de Chilwell e fuzilou as redes de Gunn. Aos 45 minutos, Vardy recebeu na área, driblou o zagueiro japonês Maya Yoshida e deixou seu primeiro gol na partida. Em seguida, o técnico do Southampton, Ralph Hasenhüttl, fez 2 substituições - entraram Jack Stephens e Kevin Danso.

### Segundo tempo: o recorde
No segundo tempo, Barnes deixou Ayoze Pérez na frente de Gunn e tirou do goleiro do Southampton para completar seu hat-trick. Aos 13, Vardy fez de cabeça o sétimo gol dos Foxes, após novo cruzamento de Chilwell. Mesmo com as entradas de Stuart Armstrong pelo Southampton e de Marc Albrighton e Demarai Gray pelo Leicester, as redes só voltariam a balançar aos 40 minutos, com um belo gol de falta do meio-campista James Maddison.
Vardy foi o responsável pelo gol que igualou a maior goleada na história da Premier League aos 49 minutos, batendo pênalti. Depois do gol, o árbitro Andre Marriner encerrou o jogo, disputado sob forte chuva.

## Ficha Técnica da Partida
| 25 de outubro de 2019 | Southampton | 0 – 9         | Leicester City                                                                                         | St Mary's Stadium, Southampton, Inglaterra |
|                       |             | Ficha Técnica | Chilwell 10' · Tielemans 17' · Ayoze Pérez 19', 39', 57' · Vardy 45', 58', 90+4' (pen.) · Maddison 85' | Público: 28,762 Árbitro: Andre Marriner    |

| Southampton | Leicester City |

|                  |    |                          |     |     |
|                  |    |                          |     |     |
| G                | 28 | Angus Gunn               |     |     |
| Z                | 35 | Jan Bednarek             |     |     |
| Z                | 3  | Maya Yoshida             |     |     |
| Z                | 4  | Jannik Vestergaard       |     | 45' |
| MD               | 43 | Yan Valery               |     | 70' |
| MC               | 16 | James Ward-Prowse        |     |     |
| MC               | 14 | Oriol Romeu              |     |     |
| MC               | 23 | Pierre Emile Højbjerg () |     |     |
| ME               | 21 | Ryan Bertrand            | 12' |     |
| A                | 9  | Danny Ings               |     | 45' |
| A                | 22 | Nathan Redmond           |     |     |
| Substituições:   |    |                          |     |     |
| G                | 1  | Alex McCarthy            |     |     |
| Z                | 5  | Jack Stephens            |     | 45' |
| Z                | 38 | Kevin Danso              |     | 45' |
| MF               | 17 | Stuart Armstrong         |     | 70' |
| MF               | 19 | Sofiane Boufal           |     |     |
| A                | 7  | Shane Long               |     |     |
| FW               | 10 | Che Adams                |     |     |
| Treinador:       |    |                          |     |     |
| Ralph Hasenhüttl |    |                          |     |     |

|                 |    |                   |  |     |
|                 |    |                   |  |     |
| G               | 1  | Kasper Schmeichel |  |     |
| LD              | 21 | Ricardo Pereira   |  |     |
| Z               | 6  | Jonny Evans       |  |     |
| Z               | 4  | Çağlar Söyüncü    |  |     |
| LE              | 3  | Ben Chilwell      |  |     |
| V               | 25 | Wilfred Ndidi     |  |     |
| MD              | 17 | Ayoze Pérez       |  | 74' |
| MC              | 8  | Youri Tielemans   |  |     |
| MD              | 10 | James Maddison    |  |     |
| ME              | 15 | Harvey Barnes     |  | 72' |
| A               | 9  | Jamie Vardy       |  |     |
| Substituições:  |    |                   |  |     |
| G               | 12 | Danny Ward        |  |     |
| Z               | 2  | James Justin      |  |     |
| Z               | 5  | Wes Morgan        |  |     |
| MF              | 7  | Demarai Gray      |  | 74' |
| MF              | 11 | Marc Albrighton   |  | 72' |
| MF              | 20 | Hamza Choudhury   |  |     |
| MF              | 26 | Dennis Praet      |  |     |
| Treinador:      |    |                   |  |     |
| Brendan Rodgers |    |                   |  |     |